# Sonoma (Californie)
Sonoma est une municipalité de Californie, à l'ouest des États-Unis, située dans le comté de Sonoma.
Sonoma est aujourd'hui au cœur d'une région viticole très importante en Californie. En effet, Sonoma est la principale ville de la Sonoma Valley. En 2010, 10 648 habitants peuplaient cette ville.
Sonoma fait partie du réseau international des cittaslow.

## Histoire
Cette ville fut fondée vers 1823 autour de la mission San Francisco. Sonoma fut à la fois la plus septentrionale des missions espagnoles de Californie, ainsi que la vingt-et-unième et dernière de ces missions. Sonoma a d'ailleurs conservé cet héritage historique, puisqu'elle s'organise autour d'une place de style hispanique. En 1846, Sonoma fut la capitale de la très brève République de Californie.
Dans la nuit du 8 au 9 octobre 2017, la région est en proie à l'un des incendies les plus destructeurs de l'histoire de la Californie depuis 25 ans. Sonoma paie un lourd tribut avec sept morts.

## Démographie
| Groupe            | Sonoma | Californie | États-Unis |
| ----------------- | ------ | ---------- | ---------- |
| Blancs            | 86,6   | 57,6       | 72,4       |
| Autres            | 6,7    | 17,0       | 6,2        |
| Asiatiques        | 2,8    | 13,1       | 4,8        |
| Métis             | 2,5    | 4,9        | 2,9        |
| Amérindiens       | 0,5    | 1,0        | 0,9        |
| Afro-Américains   | 0,5    | 6,2        | 12,6       |
| Océaniens         | 0,2    | 0,4        | 0,2        |
| Total             | 100    | 100        | 100        |
|                   |        |            |            |
| Latino-Américains | 15,4   | 37,6       | 16,7       |

Selon l'American Community Survey, pour la période 2011-2015, 85,16 % de la population âgée de plus de 5 ans déclare parler anglais à la maison, alors que 10,44 % déclare parler l'espagnol, 0,96 % le tagalog, 0,69 % l'italien, 0,68 % une langue chinoise et 2,07 % une autre langue.
| 1890 | 1900 | 1910 | 1920 | 1930 | 1940  |
| ---- | ---- | ---- | ---- | ---- | ----- |
| 757  | 652  | 957  | 801  | 980  | 1 158 |

| 1950  | 1960  | 1970  | 1980  | 1990  | 2000  |
| ----- | ----- | ----- | ----- | ----- | ----- |
| 2 015 | 3 023 | 4 259 | 6 054 | 8 121 | 9 128 |

| 2010   | - | - | - | - | - |
| ------ | - | - | - | - | - |
| 10 648 | - | - | - | - | - |

## Jumelage
Sonoma est jumelée avec :
- Chambolle-Musigny (France)